# Công viên Jan Kasprowicz
Công viên Jan Kasprowicz là công viên lớn nhất ở Szczecin, Ba Lan với bố cục từ đầu thế kỷ 20 bao gồm các giá trị cảnh quan nổi bật, cây trồng và cây bụi, cũng như các yếu tố ban đầu của kiến trúc nhỏ: một cây cầu trên hồ Rusałka, cầu thang đá, tường chắn và lan can của tầng quan sát. Công viên Jan Kasprowicz kết hợp với Công viên rừng Arkoński tạo thành một khu phức hợp công viên Kasprowicz-Arkoński bao gồm khu rừng rộng lớn nối trung tâm thành phố Szczecin với dải cây xanh liên tục với rừng nguyên sinh với tổng diện tích 96,8 ha.

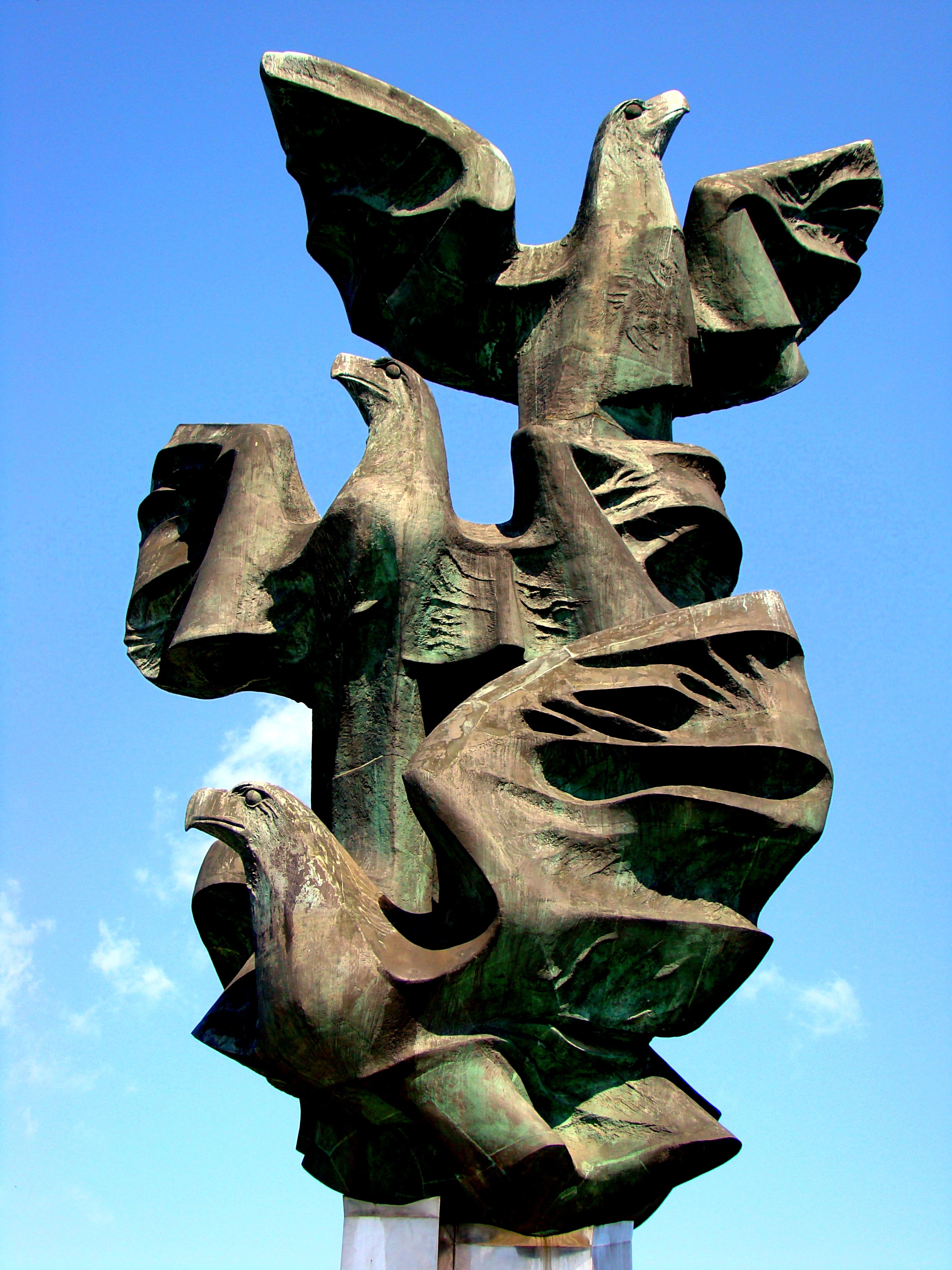
Tượng đài tưởng niệm
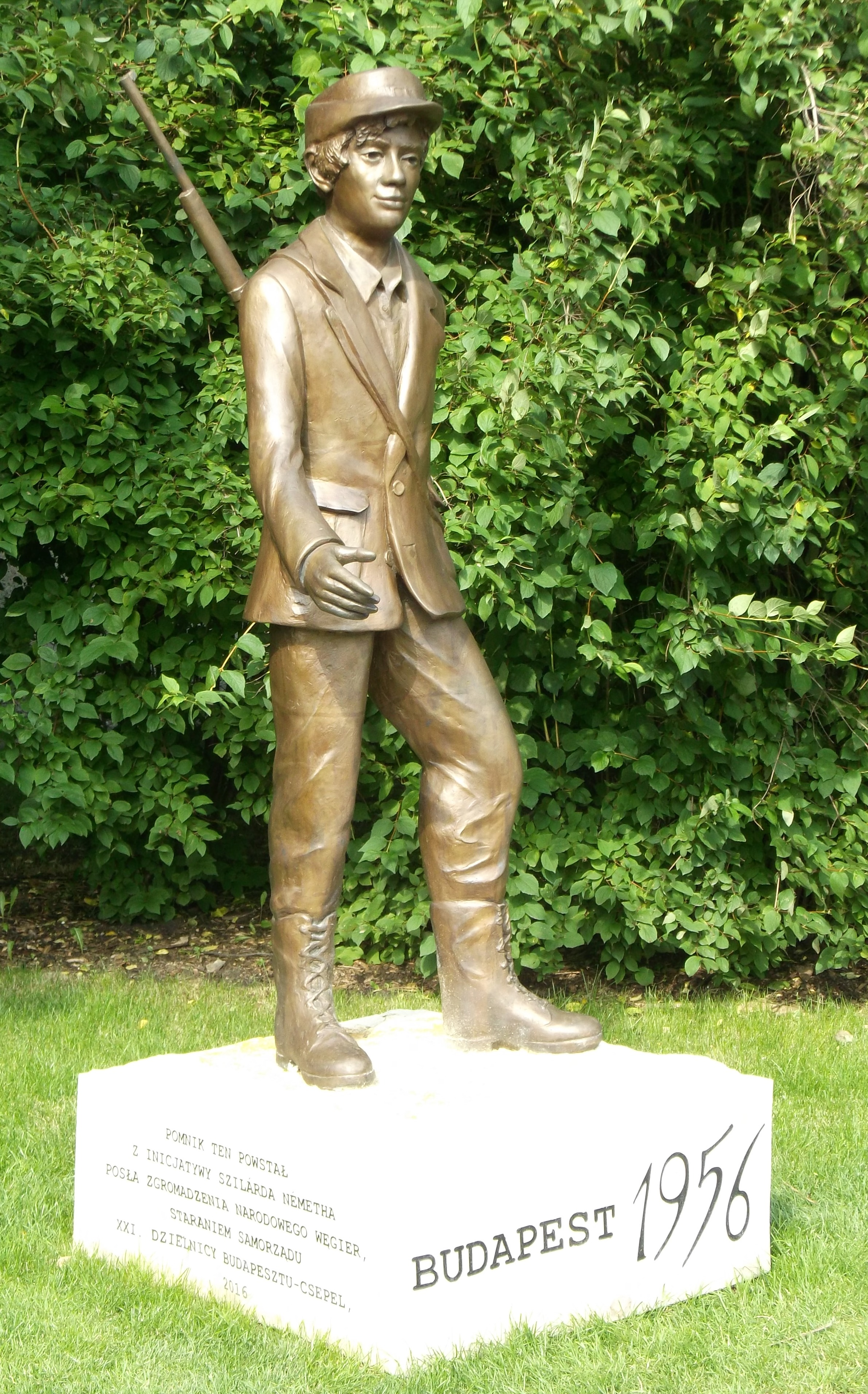
Cậu bé Hungary
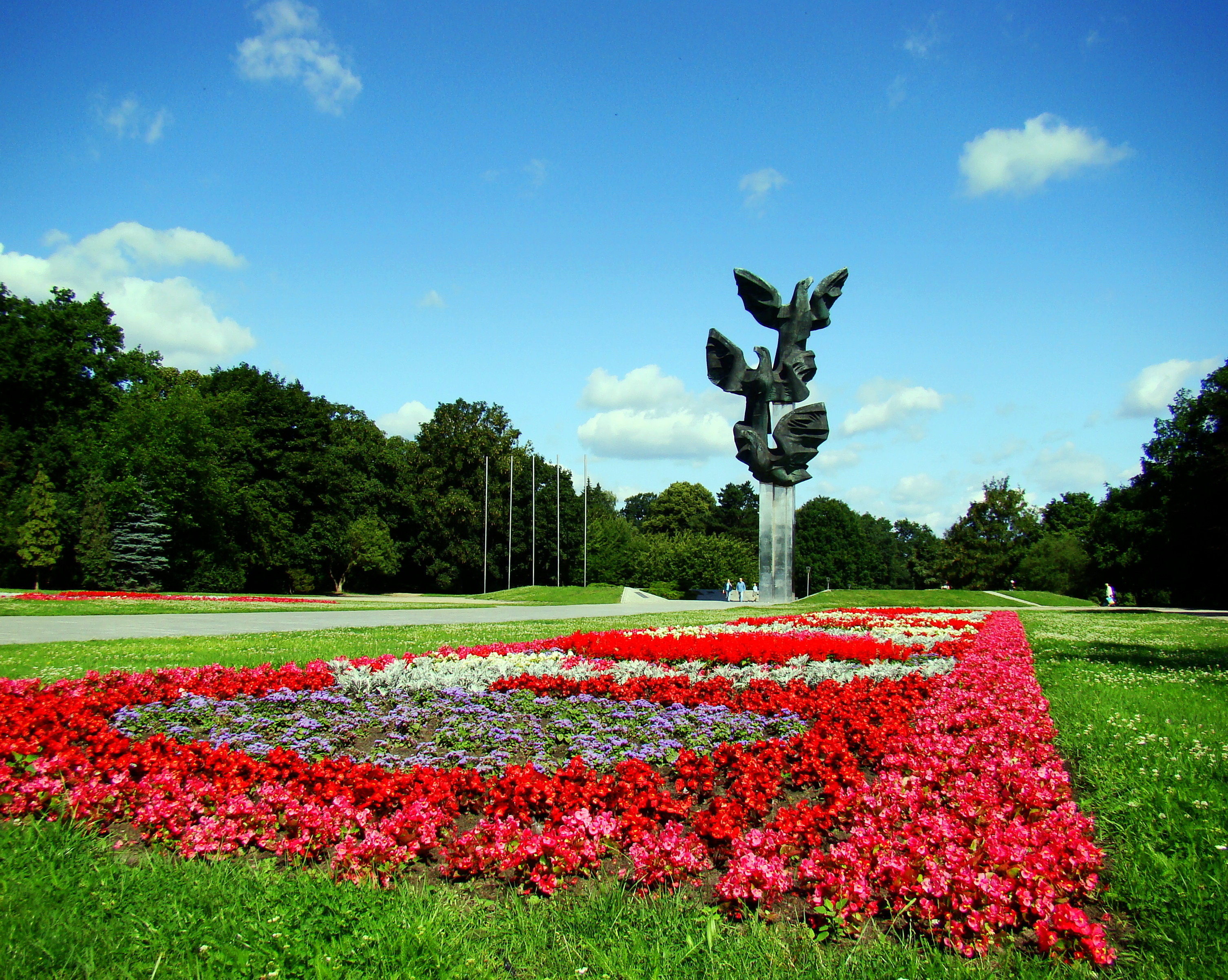
Quang cảnh công viên (ban ngày)
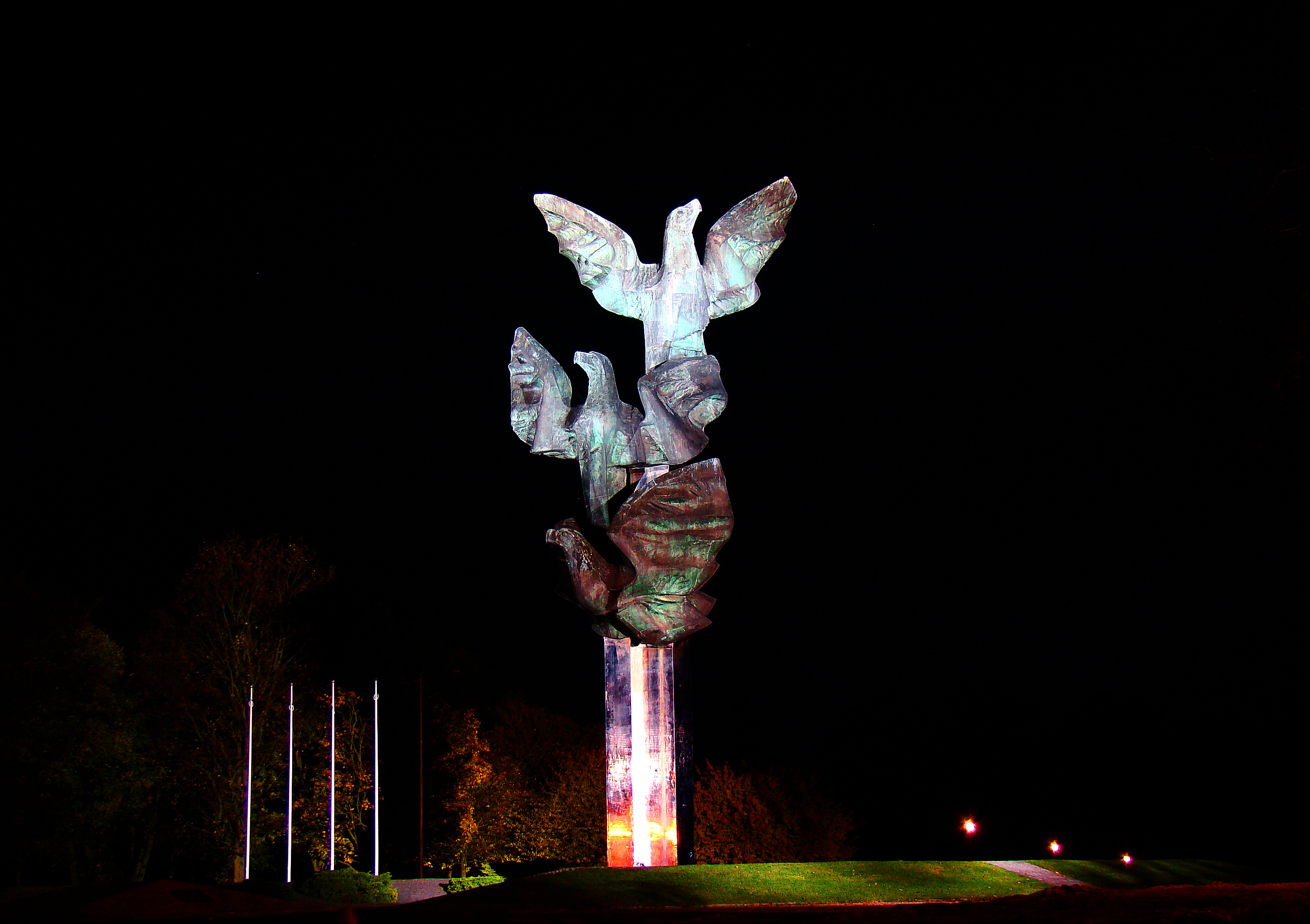
Quang cảnh công viên (ban đêm)